# 中央区立紅葉川中学校
中央区立紅葉川中学校（ちゅうおうくりつ もみじがわちゅうがっこう）は、かつて東京都中央区日本橋に1974年3月まで所在していた区立中学校。

## 概要
学区域については日本橋地域。阪本小学校、常盤小学校、有馬小学校、東華小学校などの卒業生を対象にしていた。営団地下鉄の日本橋駅から近いこともあり、地元からの生徒のほか、学区外からの越境通学で通う割合が多かった。新制中学校として1947年（昭和22年）に開校した。戦後の物資欠乏の時代であったため、独立校舎を持たずに高校や小学校に間借りをして転々とし、創立15年目にして独立校舎を得た。しかし、1974年（昭和49年）に久松中学校、旧日本橋中学校、紅葉川中学校の3校が統合して中央区立第四中学校が開校し、紅葉川中学校の歴史は閉じた。その跡地には現在、一般財団法人「地域活性化センター」の拠点施設である日本橋プラザビルが建っている。

## 沿革
- 1947年（昭和22年） - 4月29日第1回入学式（紅葉川高校の4教室を借りて授業を行った）。
- 1950年（昭和25年） - NHK全国学校音楽コンクール金賞を受賞。
- 1956年（昭和31年） - 阪本小学校から昭和小学校（現城東小学校）へ移転。
- 1962年（昭和37年） - 中央区日本橋2丁目3-4の旧日本橋城東小学校跡へ移転。創立15周年記念式典。
- 1972年（昭和47年） - 創立25周年記念式典。
- 1974年（昭和49年） - 4月、久松中学校、旧日本橋中学校と統合し、中央区立第四中学校（現・中央区立日本橋中学校）になる[1]。

## 交通
鉄道
- 営団地下鉄銀座線、東西線日本橋駅 徒歩3分
- 都営地下鉄浅草線江戸橋駅 徒歩7分
- JR東京駅 徒歩10分

## 著名な関係者
元教員
- 大村はま（国語教育研究家）